# Gloria Trevi

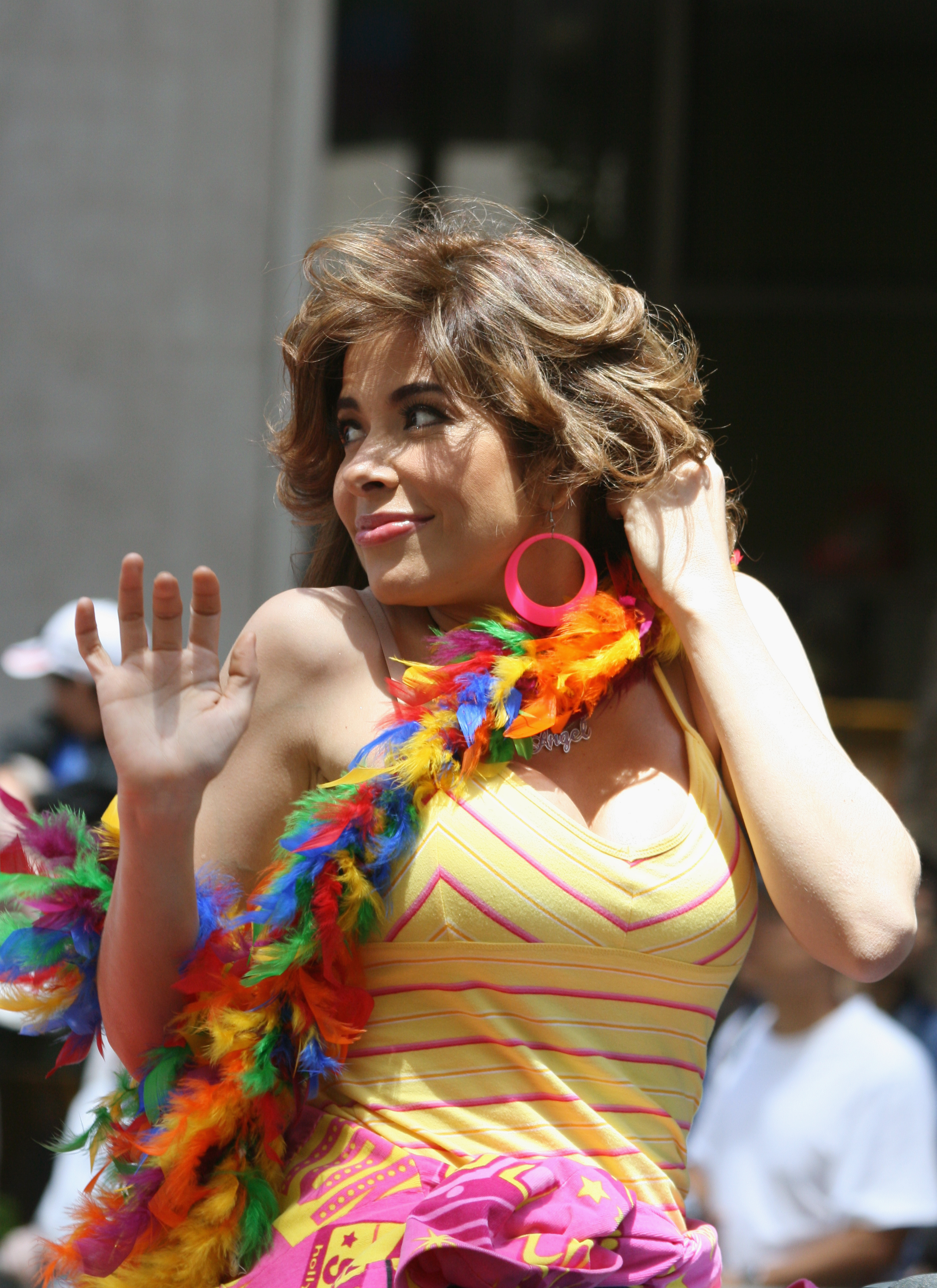
Gloria Trevi (2007)

Gloria Trevi [ˈgloɾja ˈtɾeβi] (Gloria de los Angeles Treviño Ruiz; * 15. Februar 1968 in Monterrey, Nuevo León) ist eine mexikanische Musikerin und Schauspielerin. Trevi gilt als eine der erfolgreichsten mexikanischen Musikerinnen, die über 20 Millionen Platten verkauft hat.

## Leben
Trevi wurde 1968 in Monterrey als ältestes von fünf Geschwistern geboren. Bereits in früher Jugend lernte sie das Klavier und Schlagzeug zu spielen. Nachdem sich ihre Eltern 1978 getrennt hatten, verließ Trevi 1980 ihr Elternhaus und zog im Alter von 12 Jahren nach Mexiko-Stadt.
1984 lernte sie dort Sergio Andrade kennen, der ihre Karriere förderte und später ihr Manager wurde. Kurz darauf wurde sie Mitglied der kurzlebigen Girlband Boquitas Pintadas. Danach wandte sie sich ihrer Solokarriere zu. 1989 erschien ihr Debütalbum ¿Qué Hago Aquí?, das Platz 1 der mexikanischen Charts erreichte und von dem insgesamt 3 Millionen Kopien verkauft wurden.
In den kommenden Jahren erschienen vier weitere Alben, die sämtlich Platz 1 der mexikanischen Albumcharts erreichten. Ab 1991 trat sie auch in drei Filmen als Schauspielerin auf. Ihr Erfolg brachte ihr den Spitznamen Mexicos Madonna ein.
1998 heiratete sie Sergio Andrade. Im gleichen Jahr erschien das Enthüllungsbuch Aline, la Gloria Por el Infierno, in dem die Sängerin Aline Hernández, die zuvor mit Andrade verheiratet war, über dessen Privatleben berichtete. Hernández bezeichnete Andrade als Sadisten, der junge Mädchen mit dem Versprechen, ein Star zu werden, gefügig machte und sie dann sexuell missbrauchte. Sie behauptete außerdem, Trevi wäre an diesen Vorgängen ebenfalls beteiligt gewesen.
Ab 1999 gingen mehrere von Andrades früheren Opfern mit ihren Geschichten an die Öffentlichkeit, darunter Karina Yapor. Trevi und Andrade tauchten daraufhin unter. 1999 gebar sie in Brasilien eine Tochter, die allerdings unter ungeklärten Umständen nach einem Monat verstarb.
Im Januar 2000 wurden Trevi, Andrade und die ebenfalls am Missbrauch beteiligte Sängerin Maria Raquenel Portillo im brasilianischen Rio de Janeiro verhaftet.
Im Gefängnis stellte sich heraus, dass die Sängerin erneut schwanger war, was laut Trevi auf eine Vergewaltigung durch einen Gefängniswärter zurückzuführen wäre. Die brasilianischen Behörden wiesen über einen DNA-Test nach, dass Andrade der Vater war. Trevis Verteidiger behauptete, dass der DNA-Test fingiert wäre. Der Sohn wurde im Dezember 2002 im Gefängnis geboren. Im gleichen Jahr veröffentlichte sie ihre Autobiografie Gloria. Trevis Anklage wurde nach fast fünf Jahren mangels Beweisen fallengelassen und sie im September 2004 aus dem Gefängnis entlassen. Im gleichen Jahr erschien ihr neues Album Cómo nace el universo, das erneut Platz 1 der mexikanischen Charts erreichte. 
Im Jahr 2005 kam ihr drittes Kind, ein Sohn, zur Welt.
2011 folgte das Album Gloria und 2013 De película. Im selben Jahr übernahm sie die Hauptrolle in der Telenovela Libre para amarte. 2014 startete die Reality-Fernsehserie A toda Gloria, die Trevis Leben während der Tour zu ihrem letzten Album zeigt. Am 1. Januar 2015 startete die Filmbiographie Gloria von Christian Keller in den mexikanischen Kinos. Die Hauptrolle übernahm Sofía Espinosa.
Seit dem Jahr 2009 ist sie in zweiter Ehe mit dem Anwalt Armando Gómez verheiratet. Sie lebt in McAllen, Texas.

## Diskografie (Auswahl)

### Alben
| Jahr | Titel Musiklabel               | Höchstplatzierung, Gesamtwochen, AuszeichnungChartplatzierungen (Jahr, Titel, Musiklabel, Platzierungen, Wochen, Auszeichnungen, Anmerkungen) | Höchstplatzierung, Gesamtwochen, AuszeichnungChartplatzierungen (Jahr, Titel, Musiklabel, Platzierungen, Wochen, Auszeichnungen, Anmerkungen) | Höchstplatzierung, Gesamtwochen, AuszeichnungChartplatzierungen (Jahr, Titel, Musiklabel, Platzierungen, Wochen, Auszeichnungen, Anmerkungen) | Höchstplatzierung, Gesamtwochen, AuszeichnungChartplatzierungen (Jahr, Titel, Musiklabel, Platzierungen, Wochen, Auszeichnungen, Anmerkungen) | Anmerkungen                                              |
| Jahr | Titel Musiklabel               | US | Latin | MX | ES | Anmerkungen                                              |
| ---- | ------------------------------ | --- | --- | --- | --- | -------------------------------------------------------- |
| 1994 | Más turbada que nunca Ariola   | — | Latin43 (3 Wo.)Latin | — | — | Erstveröffentlichung: 27. Januar 1994                    |
| 2004 | Cómo nace el universo Ariola   | — | Latin4 Platin · (12 Wo.)Latin | — | — | Erstveröffentlichung: 30. November 2004                  |
| 2006 | La Trayectoria Ariola          | — | Latin29 Gold · (19 Wo.)Latin | MX4 Gold · (22 Wo.)MX | — | Erstveröffentlichung: 6. Juni 2006                       |
| 2007 | Una rosa blu Univision Records | US169 (1 Wo.)US | Latin9 Gold · (46 Wo.)Latin | MX5 Platin · (121 Wo.)MX | ES91 (1 Wo.)ES | Erstveröffentlichung: 2. Oktober 2007                    |
| 2009 | Lo esencial                    | — | — | MX65 (6 Wo.)MX | — |                                                          |
| 2011 | Gloria Universal Music Latino  | US71 (2 Wo.)US | Latin1 (36 Wo.)Latin | MX1 Platin · (39 Wo.)MX | — | Erstveröffentlichung: 22. März 2011                      |
| 2012 | Gloria en Vivo                 | — | Latin15 (6 Wo.)Latin | — | — | Erstveröffentlichung: 22. Mai 2012                       |
| 2013 | De película Universal Music    | US109 (1 Wo.)US | Latin2 (16 Wo.)Latin | MX2 Platin · (13 Wo.)MX | — | Erstveröffentlichung: 24. September 2013                 |
| 2015 | El amor                        | — | Latin1 (46 Wo.)Latin | MX1 ×3Dreifachgold · (44 Wo.)MX | ES46 (2 Wo.)ES | Erstveröffentlichung: 21. August 2015                    |
| 2016 | Inmortal                       | — | Latin1 (7 Wo.)Latin | MX1 Gold · (26 Wo.)MX | — | Erstveröffentlichung: 10. Juni 2016                      |
| 2017 | Versus                         | US77 (1 Wo.)US | Latin1 (6 Wo.)Latin | MX1 Gold · (25 Wo.)MX | ES94 (1 Wo.)ES | Erstveröffentlichung: 23. Juni 2017 mit Alejandra Guzmán |
| 2017 | Versus World Tour              | — | Latin38 (4 Wo.)Latin | MX1 (57 Wo.)MX | — | Erstveröffentlichung: 17. November 2017                  |
| 2019 | Diosa de la noche              | — | — | MX1 (15 Wo.)MX | — | Erstveröffentlichung: 31. Mai 2019                       |

grau schraffiert: keine Chartdaten aus diesem Jahr verfügbar
Weitere Alben
- 1989: ¿Qué hago aquí? (Ariola)
- 1991: Tu ángel de la guarda (Ariola)
- 1992: Me siento tan sola (Ariola)
- 1995: Si me llevas contigo (Ariola)
- 2019: Diosa de la noche (US: Gold (Latin), MX: ×3Dreifachgold )

### Singles
| Jahr | Titel Album                                    | Höchstplatzierung, Gesamtwochen, AuszeichnungChartplatzierungen (Jahr, Titel, Album, Platzierungen, Wochen, Auszeichnungen, Anmerkungen) | Höchstplatzierung, Gesamtwochen, AuszeichnungChartplatzierungen (Jahr, Titel, Album, Platzierungen, Wochen, Auszeichnungen, Anmerkungen) | Anmerkungen                   |
| Jahr | Titel Album                                    | Latin | ES | Anmerkungen                   |
| ---- | ---------------------------------------------- | --- | --- | ----------------------------- |
| 1990 | El Ultimo Beso ¿Qué hago aquí?                 | Latin36 (2 Wo.)Latin | — |                               |
| 1991 | Pelo Suelto Tu ángel de la guarda              | Latin19 (17 Wo.)Latin | — |                               |
| 1991 | Tu ángel de la guarda                          | Latin20 (19 Wo.)Latin | — |                               |
| 1992 | Que Voy A Hacer Sin El –                       | Latin22 (7 Wo.)Latin | — |                               |
| 1993 | Con Los Ojos Cerrados Me siento tan sola       | Latin6 (18 Wo.)Latin | — |                               |
| 1993 | Me Siento Tan Sola Me siento tan sola          | Latin6 (12 Wo.)Latin | — |                               |
| 2004 | En Medio De La Tempestad Cómo nace el universo | Latin45 (1 Wo.)Latin | — |                               |
| 2006 | Todos me miran La Trayectoria                  | Latin32 (4 Wo.)Latin | ES50 (1 Wo.)ES | Charteinstieg in ES erst 2013 |
| 2009 | Cinco Minutos Una rosa blu                     | Latin4 (36 Wo.)Latin | — |                               |
| 2011 | Me Rio De Ti Gloria                            | Latin22 (13 Wo.)Latin | — |                               |
| 2012 | Psicofonía –                                   | — | ES14 Gold · (35 Wo.)ES |                               |
| 2013 | No Querias Lastimarme De película              | Latin36 (16 Wo.)Latin | — |                               |

grau schraffiert: keine Chartdaten aus diesem Jahr verfügbar
Weitere Singles
- 2017: Dímelo Al Revés (MX: Gold)
- 2019: Hijoepu*# (mit Karol G, US: Gold (Latin))
- 2019: Me Lloras (MX: Gold)[16]
- 2020: Grande (mit Monica Naranjo, US: Gold (Latin))

### Gastbeiträge
| Jahr | Titel Album                           | Höchstplatzierung, Gesamtwochen, AuszeichnungChartplatzierungen (Jahr, Titel, Album, Platzierungen, Wochen, Auszeichnungen, Anmerkungen) | Höchstplatzierung, Gesamtwochen, AuszeichnungChartplatzierungen (Jahr, Titel, Album, Platzierungen, Wochen, Auszeichnungen, Anmerkungen) | Anmerkungen                       |
| Jahr | Titel Album                           | Latin | ES | Anmerkungen                       |
| ---- | ------------------------------------- | --- | --- | --------------------------------- |
| 2014 | Te Pienso Sin Querer (Primera Fila) – | Latin24 (12 Wo.)Latin | — | Franco De Vita feat. Gloria Trevi |

## Filmografie (Auswahl)
- 1991: Pelo suelto
- 1993: Zapatos viejos
- 1995: Una papa sin catsup
- 1997: XE-TU Remix (Fernsehserie)
- 2011: Pequeños gigantes (Fernsehserie)
- 2013: Libre para amarte (Fernsehserie)
- 2014: A toda Gloria (Fernsehserie)

## Autobiografie
- Gloria. Planeta, 2002, ISBN 978-9706907677 (spanisch).